# Santa Clara La Laguna
Santa Clara La Laguna – niewielka miejscowość na południowym zachodzie Gwatemali, w departamencie Sololá. Według danych szacunkowych z 2012 roku liczba mieszkańców wynosiła 6 958 osób. 
Santa Clara La Laguna leży około 37 km na południowy zachód od stolicy departamentu – miasta Sololá, u podnóża wulkanu San Pedro, w sąsiedztwie Santa María Visitación (1 km) oraz San Pablo La Laguna (3km). Miejscowość leży na wysokości 2 083 metry nad poziomem morza, w górach Sierra Madre de Chiapas, w pobliżu zachodniego brzegu jeziora kraterowego Atitlán. 

## Gmina Santa Clara La Laguna
Miejscowość jest także siedzibą władz gminy o tej samej nazwie, która jest jedną z dziewiętnastu gmin w departamencie. W 2012 roku gmina liczyła 9 868 mieszkańców. Gmina jak na warunki Gwatemali jest wyjątkowo mała, a jej powierzchnia obejmuje zaledwie 12 km². 
Mieszkańcy gminy utrzymują się głównie z uprawy roli i z drobnego rzemiosła. W rolnictwie dominuje uprawa pszenicy, kukurydzy, pomidorów innych i warzyw. Z zawodów rzemieślniczych najpopularniejszymi wśród miejscowej ludności są włókiennictwo i koszykarstwo. 
Klimat gminy jest równikowy, według klasyfikacji Köppena, należy do klimatów tropikalnych monsunowych (Am), z wyraźną porą deszczową występującą od maja do października.